# Uwaga! Pirat
Uwaga! Pirat – polski magazyn policyjny przygotowywany we współpracy z Biurem Ruchu Drogowego Komendy Głównej Policji, emitowany na antenie TVN Turbo od 23 maja 2008. Od początku istnienia programu lektorem był Tomasz Knapik.

## Charakterystyka programu
W każdym odcinku przedstawiane są kulisy pracy patroli policji, które ujawniają kierowców łamiących przepisy na drogach i powodujących zagrożenie dla ruchu drogowego oraz prezentuje się to, w jaki sposób tzw. piraci drogowi tłumaczą się ze swoich zachowań funkcjonariuszom policji.

## Spis serii
| Seria | Odcinki      | Premiera serii   | Finał serii          |
| ----- | ------------ | ---------------- | -------------------- |
| 1     | 1–14 (14)    | 23 maja 2008     | 24 września 2008     |
| 2     | 15–29 (15)   | 3 marca 2009     | 9 czerwca 2009       |
| 3     | 30–43 (14)   | 8 września 2009  | 8 grudnia 2009       |
| 4     | 44–57 (14)   | 9 marca 2010     | 8 czerwca 2010       |
| 5     | 58–71 (14)   | 7 września 2010  | 7 grudnia 2010       |
| 6     | 72–87 (16)   | 8 marca 2011     | 21 czerwca 2011      |
| 7     | 88–100 (13)  | 6 września 2011  | 29 listopada 2011    |
| 8     | 101–116 (16) | 13 marca 2012    | 26 czerwca 2012      |
| 9     | 117–129 (13) | 4 września 2012  | 27 listopada 2012    |
| 10    | 130–142 (13) | 5 marca 2013     | 28 maja 2013         |
| 11    | 143–155 (13) | 10 września 2013 | 3 grudnia 2013       |
| 12    | 156–179 (24) | 4 marca 2014     | 22 maja 2014         |
| 13    | 180–200 (21) | 14 września 2014 | 23 listopada 2014    |
| 14    | 201–224 (24) | 1 marca 2015     | 22 maja 2015         |
| 15    | 225–240 (16) | 4 września 2015  | 25 października 2015 |
| 16    | 241–264 (24) | 28 lutego 2016   | 20 maja 2016         |
| 17    | 265–288 (24) | 2 września 2016  | 20 listopada 2016    |
| 18    | 289–304 (16) | 4 marca 2017     | 23 kwietnia 2017     |
| 19    | 305–320 (16) | 3 września 2017  | 17 grudnia 2017      |
| 20    | 321–336 (16) | 2 marca 2018     | 15 czerwca 2018      |
| 21    | 337–352 (16) | 8 września 2018  | 22 grudnia 2018      |
| 22    | 353–368 (16) | 2 marca 2019     | 15 czerwca 2019      |
| 23    | 369–378 (10) | 7 września 2019  | 9 listopada 2019     |
| 24    | 379–388 (10) | 7 marca 2020     | 10 października 2020 |